# Vohwinkel
Vohwinkel is een stadsdeel van de Duitse stad Wuppertal. Tot 1929 was Vohwinkel een zelfstandige stad. Er wonen ruim 31.000 inwoners in het stadsdeel.

## Geschiedenis
De oudste vermelding van Vohwinkel ("Vowynkele") stamt uit een verkoopakte uit 1356. Vohwinkel kwam in de 19e eeuw tot ontwikkeling, zeker nadat de spoorverbindingen naar Düsseldorf in 1841 en naar Essen in 1847 voltooid werden. Vohwinkel was in die tijd onderdeel van de gemeente Sonnborn. In 1888 werd Vohwinkel zelfstandig en het kreeg in 1921 stadsrechten. In 1929 vormde Vohwinkel samen met onder meer Elberfeld en Barmen de nieuwe stad Wuppertal.

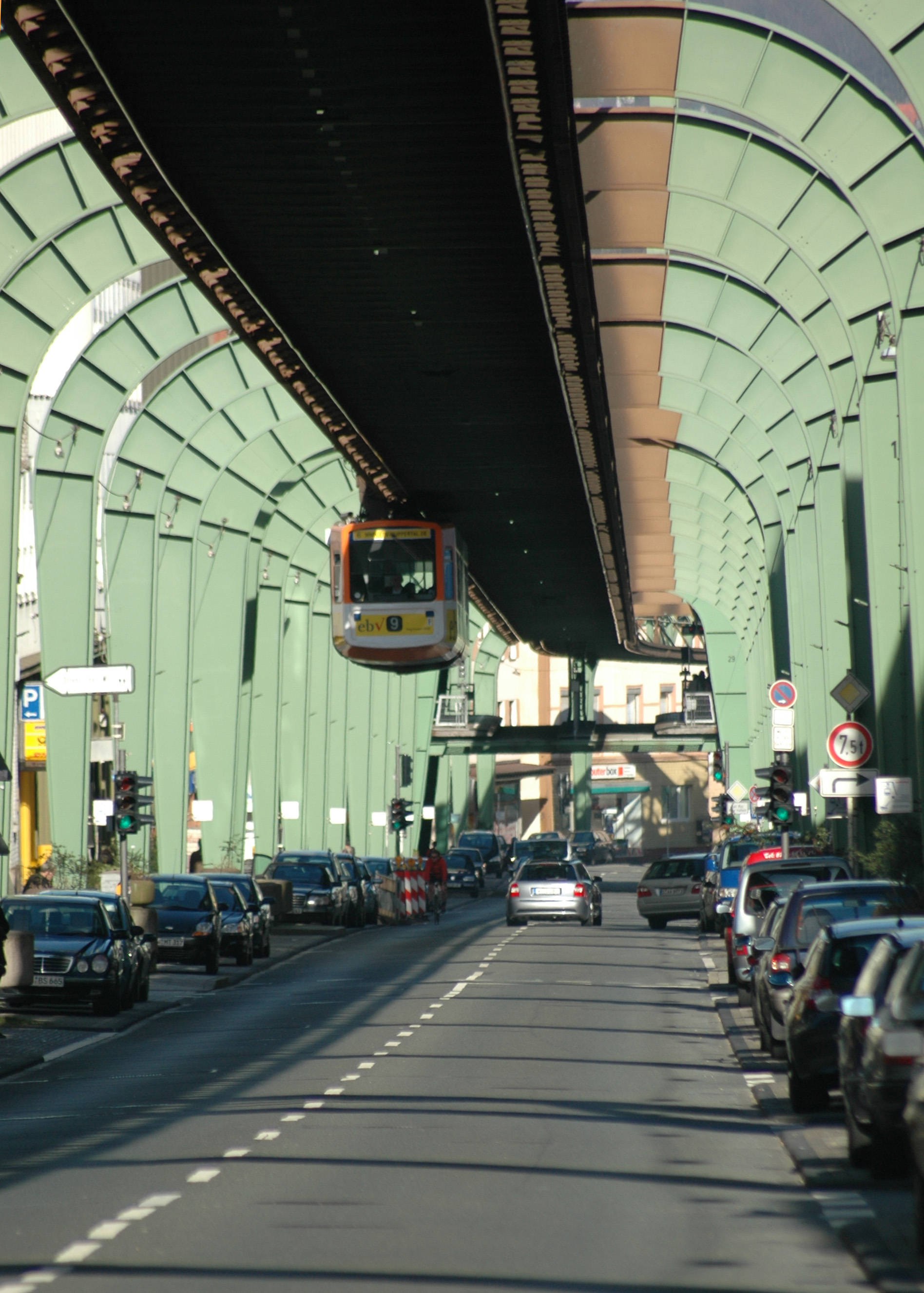
De Schwebebahn in Vohwinkel

## Indeling
| - Stadtbezirk 3 Vohwinkel - 30 Vohwinkel-Mitte - 31 Osterholz - 32 Tesche - 33 Schöller-Dornap - 34 Lüntenbeck - 35 Industriestraße - 36 Westring - 37 Höhe - 38 Schrödersbusch | Indeling |

## Geboren in Vohwinkel
- Friedrich Dickel, politicus
- Eugen Huth, politicus